# ОШ „Доситеј Обрадовић” Крушевац
ОШ „Доситеј Обрадовић” је једна од неколико основне школе у Граду Крушевцу. Налази се у улици Војислава Илића 5, Крушевац.

## Историјат школе[1]
Школа „Доситеј Обрадовић“ у Крушевцу је основана је 1952. године. Била је смештена у згради садашњег музеја у Порти цркве Лазарице. Први управитељ био је Младен Стоиљковић, учитељ. Тада је било уписано укупно 559 ученика у 15 одељења, са њима је радило 18 просветних радника. Садашње име школа носи од 1955. године. Број ученика се стално повећавао. Године 1962. свечано се отвара нови школски објекат у којем школа и данас ради. Објекат је удаљен око 2км од центра Крушевца. Године 1970. објекат је дограђен и школа добија фискултурну салу и специјализоване кабинете за физику,хемију и биологију. Модерну медијатеку школа добија 1989. године Највећи број ученика школа је имала 1988-89. године пре издвајања одељења у Читлуку. Тада је школу похађало 1800 ђака.

## Школа данас
“Књиге, књиге, браћо моја, а не звона и прапорци“, натпис је на улазу у школу.
Школа поседује школски часопис „Мезимац“. Овај часопису, насловљеном по истоименом делу Доситеја Обрадовића, богат је дечијим цртежима, првим стиховима и почетничким репортажама.